# بورگن‌اشتوک
بورگنستوک (به لاتین: Bürgenstock) یک کوه در سوئیس است که در کانتون نیدوالدن واقع شده‌است. بورگنستوک ۱٬۱۱۵ متر بالاتر از سطح دریا واقع شده‌است.